# Todarodes
Todarodes Steenstrup, 1880 è un genere di molluschi cefalopodi della famiglia Ommastrephidae.

## Tassonomia
Comprende le seguenti specie:
- Todarodes angolensis Adam, 1962
- Todarodes filippovae Adam, 1975
- Todarodes pacificus (Steenstrup, 1880) - totano giapponese
- Todarodes pusillus Dunning, 1988
- Todarodes sagittatus (Lamarck, 1798) - totano comune